# Alnus crispa
Alnus cripa és una espècie de vern arbustiu que viu a la tundra. Per alguns especialistes només se'l considera una subespècie de l'espècie Alnus viridis i rep el nom d'Alnus viridis subsp. crispa. Habita les zones fredes de l'hemisferi nord.
Com tots els verns Alnus crispa aporta nitrogen al sòl per simbiosi amb microorganismes a les arrels i, per tant, augmenta la fertilitat de la tundra els sòls de la qual són pobres en nitrogen.
Sinònim: Alnus fruticosa Rupr.